# اچ‌ام‌سی‌اس آرلوکس
اچ‌ام‌سی‌اس آرلوکس (به انگلیسی: HMCS Arleux) یک کشتی بود که طول آن ۱۳۰ فوت (۴۰ متر) بود. این کشتی در سال ۱۹۱۷ ساخته شد.